# Bolesław Hensel
Bolesław Hensel (ur. 27 września 1902 w Moskwie, zm. 5 sierpnia 1939 w Warszawie) – dziennikarz polski, redaktor naczelny „Expressu Porannego”.

## Życiorys
Urodził się 27 września 1902 w Moskwie, w rodzinie Gustawa (1878–1944), inżyniera elektryka, pedagoga, i Anny Delie. W 1918 przybył do Polski i przez dwa lata służył w Wojsku Polskim. Studiował następnie w Warszawie – na Uniwersytecie, Politechnice i Wydziale Społecznym Szkoły Nauk Politycznych. Od 1924 pracował jako dziennikarz, początkowo praktykując w „Kurierze Polskim”, prowadzonym przez Ignacego Rosnera i Stefana Grosterna. W 1926 został sekretarzem redakcji „Nowego Kuriera Polskiego” (od 1927 pod nazwą „Epoka”), gdzie prowadził także dział miejski (do likwidacji gazety w 1929). Później pracował w „Expressie Porannym”, gdzie zajmował się działem reportaży miejskich. Był także redaktorem naczelnym pisma popularno-sensacyjnego „Dzień Dobry”, a od 1935 redaktorem naczelnym „Expressu”. Pełnił funkcję wiceprezesa Syndykatu Dziennikarzy Warszawskich.

## Ordery i odznaczenia
- Złoty Krzyż Zasługi (pośmiertnie, 7 sierpnia 1939)[2]